# Автокомпонент
«Автокомпонент» — российская компания, занимающаяся выпуском запасных частей для автомобилей и спецтехники. Расположена в Ульяновске.

## История
Совет Народных Комиссаров СССР постановлением от 7 мая № 515 обязал Ульяновский облисполком и Наркомзем СССР организовать до 01.07.1944 г. на базе Ульяновской машинотракторной мастерской и машинно-тракторной станции в селе Конно-Подгородная Слобода Ульяновский мотороремонтный завод (МРЗ).
В 1946 году на МРЗ было организовано литейное производство. Вслед за этим из разрозненных механических участков было организовано два механических цеха: один — для изготовления деталей и ремонта двигателей тракторов и автомобилей, другой — для изготовления запчастей к комбайнам и другим сельхозмашинам.
В 1949 году на заводе организован ремонтно-механический участок для капитального ремонта металлорежущего оборудования. В 1951 году начато производство съёмников для ремонта грузовых автомобилей и УМРЗ переименовывается в Ульяновский ремонтный завод (УРЗ).
В 1956—1957 годы освоено производство шланговых насосов для водоснабжения животноводческих ферм, масляных насосов к тракторам и кокильное литьё. Последнее было освоено первыми среди предприятий Ульяновской области. 30 декабря 1958 года постановлением Совета народного хозяйства Ульяновского административного района предприятие стало именоваться Ульяновским заводом «Автозапчасть».
Начиная с 1959 года завод «Автозапчасть» перепрофилирован на производство запасных частей к автомобилям производства Горьковского автозавода. В 1965 году завод перешёл в подчинение Главного управления автозапчастей Минавтопрома СССР и с 1966 году начал производить запасные части на автомобили производства Горьковского автозавода, а в дальнейшем — на автомобили производства Ульяновского автозавода. Расширена номенклатура изделий: карданные валы различных модификаций, раздаточные коробки , коробки передач.                                                                                                                                                                                                  
В 1972 году завод введён в производственное объединение АвтоУАЗ и в состав Главного управления по производству легковых автомобилей и автобусов Минавтопрома СССР. С этого времени «Автозапчасть» становится одним из основных поставщиков УАЗа. Основная продукция с 1970-х годов — коробки перемены передач, элементы трансмиссии, тормоза в сборе, наконечники, крестовины, рулевые тяги.
21 октября 1992 года предприятие акционировано, получив наименование «Автодеталь-Сервис».
В 2004 году совместно с немецкой фирмой ZF Lenksysteme освоен выпуск рулевого механизма с гидроусилителем, модель 31608-3400500 для автомобилей УАЗ.
В 2007 году предприятие приступило к реализации проекта по производству и продаже автокомпонентов производства Ульяновского, Волжского и Горьковского автозаводов под торговой маркой «Expert».
В 2010-2011 годах приобретена универсальная автоматическая линия для термической обработки деталей швейцарской фирмы «CODERE».
В 2017 году предприятие было переименовано в ООО «Ульяновский завод запасных частей «Автокомпонент».

## Собственники
Наибольший пакет акций (10,85 %) принадлежит ООО «ТД Техресурс» (Ульяновск). Владельцами акций являются также ЗАО «АМС-Групп» (Ульяновск,7,62 %),ООО « МегаВизибл» (Москва,7,62 %),ООО «ПромВнешТорг» (Москва,7,62 %),ООО «СтройТехКом» (Москва,7,62 %).Остальные акции принадлежат членам совета директоров.

## Известные работники предприятия
- Исаев, Юрий Алексеевич — директор завода «Автозапчасть» производственного объединения «АвтоУАЗ». В 1972—1979 годах.